# لانس جيبسون
لانس جيبسون هو فنان قتال مختلط كندي، ولد في 20 نوفمبر 1970 في تورونتو في كندا.

## وصلات خارجية
- لانس جيبسون على موقع يو إف سي (الإنجليزية)
- لانس جيبسون على موقع شيردوغ (الإنجليزية)
- لانس جيبسون على موقع IMDb (الإنجليزية)
- لانس جيبسون على موقع قاعدة بيانات الفيلم (الإنجليزية)